# Turquía en los Juegos Olímpicos de Turín 2006
Turquía estuvo representada en los Juegos Olímpicos de Turín 2006 por seis deportistas, tres hombres y tres mujeres, que compitieron en tres deportes.
La portadora de la bandera en la ceremonia de apertura fue la patinadora artística Tuğba Karademir. El equipo olímpico turco no obtuvo ninguna medalla en estos Juegos.